# Collettivizzazione

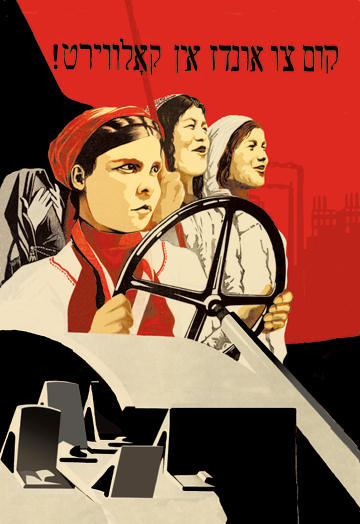
"Vai alla fattoria collettiva!" – Poster in lingua yiddish degli anni '20 raffigurante le lavoratrici del kockhoz.

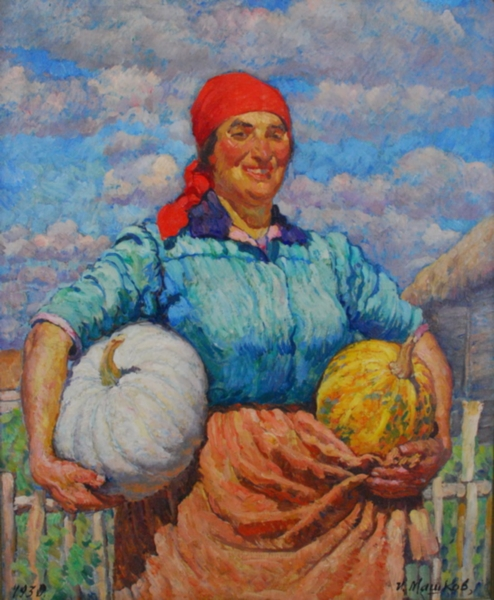
Il'ja Maškov, "Donna kolchoziana con zucche", 1930.

La collettivizzazione è una modalità organizzativa introdotta nei Paesi socialisti in campo agricolo. Più esattamente viene introdotto il concetto di collettività agricola, un'unità agricola nella quale i contadini non ricevono un salario, ma una quota dei beni prodotti.

## Storia prima del XX secolo
Un piccolo gruppo di famiglie di agricoltori o pastori che vivono insieme su un pezzo di terra gestito congiuntamente è una delle forme di convivenza più comuni in tutta la storia umana, avendo coesistito e gareggiato con forme di proprietà più individualistiche (così come con la proprietà statale organizzata) fin dagli albori dell'agricoltura.
La proprietà privata è arrivata a predominare in gran parte del mondo occidentale ed è quindi meglio studiata. Il processo attraverso il quale i terreni comunali e le altre proprietà dell'Europa occidentale sono diventati privati è una questione fondamentale alla base della visione della proprietà. Karl Marx credeva che il sistema da lui chiamato comunismo primitivo (proprietà congiunta) fosse stato ingiustamente accantonato con mezzi di sfruttamento da lui chiamati "accumulazione primitiva" o "originaria" (il processo storico di separazione del produttore dai mezzi di produzione).

### Casi di studio

#### Messico
Sotto l'Impero azteco, il Messico centrale era diviso in piccoli territori chiamati calpulli, che erano unità di amministrazione locale interessate all'agricoltura, all'istruzione e alla religione. Un calpulli era costituito da un numero di grandi famiglie allargate con un presunto antenato comune, ciascuna composta da un numero di nuclei familiari. Ogni calpulli possedeva la terra e concedeva alle singole famiglie il diritto di coltivarne quotidianamente parti. Quando gli spagnoli conquistarono il Messico, lo sostituirono con un sistema di possedimenti concessi dalla corona spagnola ai coloni spagnoli, così come l'encomienda, un diritto di signoria di tipo feudale concesso ai coloni in particolari villaggi, e il repartimiento o sistema di lavori forzati imposti agli indigeni.
Dopo la Rivoluzione messicana, una nuova costituzione nel 1917 abolì ogni residuo di diritti di tipo feudale che i proprietari delle hacienda avevano sulle terre comuni e offrì lo sviluppo degli ejidos: fattorie comunali formate su terreni acquistati dalle grandi proprietà dal governo messicano.

#### Irochesi e Uroni del Nord America
Gli Uroni avevano un sistema essenzialmente comunitario di proprietà della terra. Il missionario cattolico francese Gabriel Sagard ne ha descritto i fondamenti. Gli Uroni avevano "tutta la terra di cui avevano bisogno [ndr]". Di conseguenza, gli Uroni potevano dare alle famiglie la propria terra e avere comunque una grande quantità di terra in eccesso di proprietà comunitaria. Qualsiasi Urone era libero di disboscare la terra e coltivare sulla base dell'usufrutto. Mantenne il possesso della terra finché continuò a coltivare e curare attivamente i campi. Una volta abbandonata la terra, essa tornò di proprietà comunale e chiunque poteva impossessarsene per proprio conto. Sebbene gli Uroni sembrassero avere terre designate per l'individuo, il significato di questo possesso potrebbe essere di scarsa rilevanza; il posizionamento dei recipienti per la conservazione del mais nelle case lunghe, che contenevano più famiglie in un gruppo di parentela, suggerisce che gli occupanti di una data casa lunga tenevano tutta la produzione in comune.
Gli Irochesi avevano un sistema comunitario simile di distribuzione della terra. La tribù possedeva tutte le terre ma distribuiva appezzamenti ai diversi clan perché li distribuissero ulteriormente tra le famiglie per la coltivazione. La terra veniva ridistribuita tra le famiglie ogni pochi anni e un clan poteva richiedere una ridistribuzione dei trattati quando si riuniva il Consiglio delle Madri del Clan. Quei clan che abusavano della terra assegnata o altrimenti non se ne prendevano cura sarebbero stati avvertiti e infine puniti dal Consiglio delle Madri del Clan facendo ridistribuire la terra a un altro clan. La proprietà della terra era in realtà solo una preoccupazione delle donne, poiché coltivare il cibo era compito delle donne e non degli uomini.
Il Consiglio delle Madri dei Clan riservava inoltre alcune aree di terreno affinché le donne di tutti i diversi clan venissero lavorate. Il cibo proveniente da tali terre, chiamato kěndiă"gwă'ge' hodi'yěn'tho, veniva utilizzato durante le feste e le grandi riunioni del consiglio.

#### Impero russo
L'obshchina (russo: общи́на, IPA: [ɐpˈɕːinə], letteralmente: "comune") o mir (russo: мир, letteralmente: "società" (uno dei significati) o Selskoye obshestvo (russo: сельское общество ("comunità rurale", termine ufficiale nel XIX e XX secolo) erano comunità contadine, in contrapposizione alle singole fattorie, o khutors, nella Russia imperiale. Il termine deriva dalla parola о́бщий, obshchiy (comune).
La stragrande maggioranza dei contadini russi deteneva la propria terra in proprietà comunale all'interno di una comunità mir, che fungeva da governo del villaggio e da cooperativa. Il terreno coltivabile è stato suddiviso in sezioni in base alla qualità del suolo e alla distanza dal villaggio. Ogni nucleo familiare aveva diritto a richiedere una o più strisce per ciascuna sezione a seconda del numero di adulti presenti nel nucleo familiare. Lo scopo di questa ripartizione non era tanto sociale (a ciascuno secondo i suoi bisogni) quanto pratico (che ciascuno pagasse le sue tasse). Le strisce venivano periodicamente riassegnate sulla base di un censimento, per garantire un'equa condivisione della terra. Ciò è stato imposto dallo Stato, che aveva interesse nella capacità delle famiglie di pagare le tasse.

## Collettivizzazione in Unione Sovietica

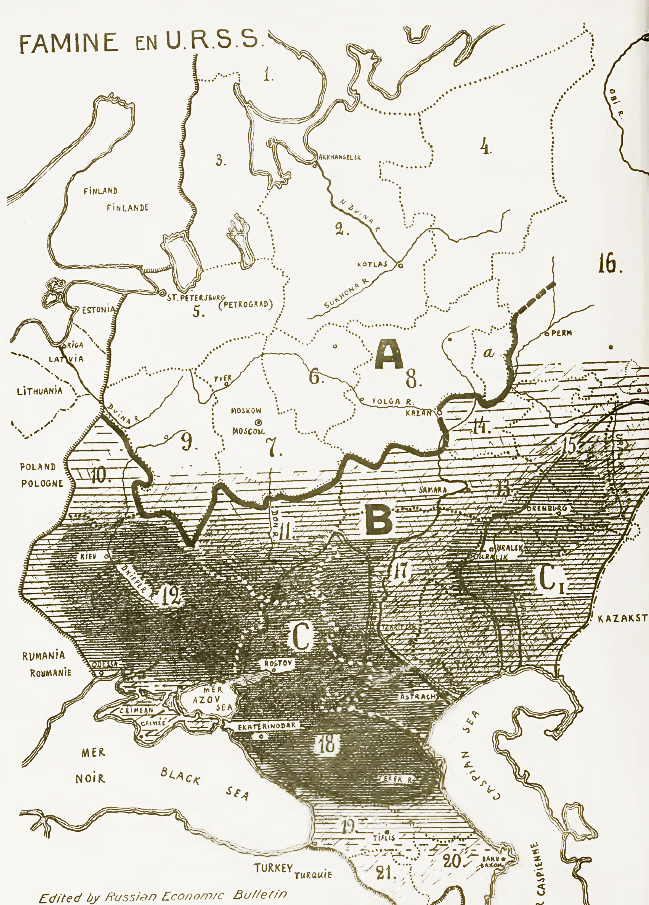
Carestia sovietica del 1932-1933 dovuta alla collettivizzazione forzata. Le aree di carestia più colpite sono contrassegnate in nero.

L'Unione Sovietica intraprese la prima massiccia campagna di collettivizzazione di massa tra il 1929 e il 1933. I contadini sovietici ricevevano un certo tipo di dividendo soltanto dopo che erano stati inviati allo Stato i beni che obbligatoriamente dovevano essere prodotti entro le quote stabilite. Questo è un esempio di collettivizzazione forzata, da non confondersi con la collettivizzazione volontaria, come quella che ha luogo nei kibbutz israeliani.

## In altri paesi

### Romania

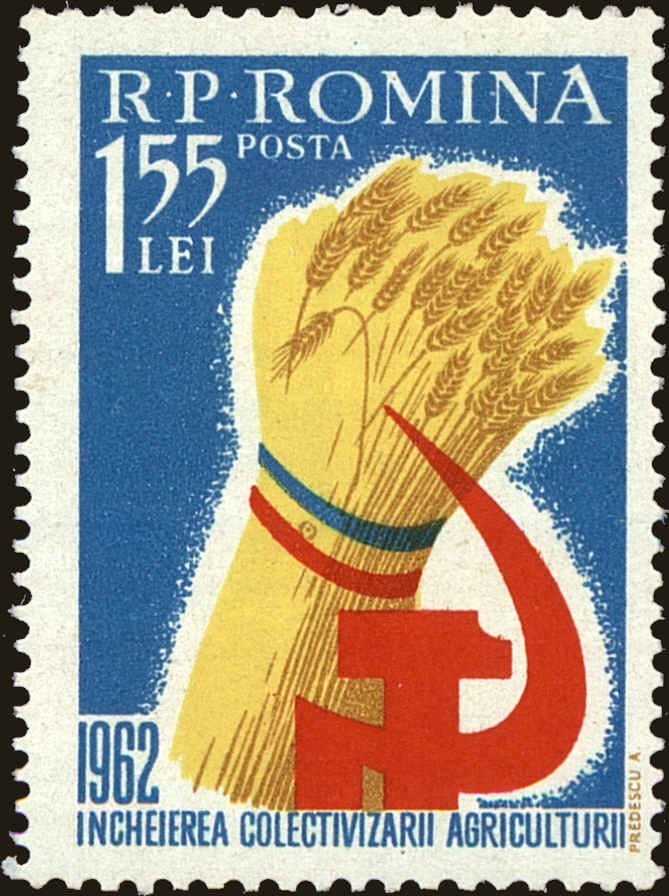
Francobollo del 1962 commemorativo del "completamento" della collettivizzazione della terra

In Romania, la collettivizzazione della terra iniziò nel 1948 e continuò per più di un decennio fino alla sua virtuale eradicazione nel 1962.
In Romania, a volte è stato necessario l’uso della forza per imporre pratiche agricole collettive. L'agricoltura collettiva in Romania è stata un tentativo di attuare il progetto comunista dell'URSS. Questi tentativi spesso fallirono. Aderendo rigorosamente a questo progetto sovietico, l’attuazione del comunismo in Romania creò inevitabilmente dilemmi e contributi che portarono alla violenza. Kligman e Verdery affermano che "La collettivizzazione della violenza emerge quindi, meno come un'aberrazione, che come un prodotto della formazione socioculturale e di profondi problemi con il modo in cui il progetto sovietico arrivò ad essere implementato... invece di un processo graduale e integrato di passaggio da una forma di società all’altra, la società rumena nell’orbita sovietica veniva completamente riarticolata, un processo in cui la violenza era inevitabile”.
D'altra parte, come spiegano Kligman e Verdery, "la collettivizzazione portò innegabili benefici ad alcuni abitanti rurali, specialmente a quelli che possedevano poca o nessuna terra. Li liberò dal lavorare nei campi altrui e aumentò il loro controllo sui salari, conferendo alla loro esistenza quotidiana una stabilità a loro precedentemente sconosciuta."

### Bulgaria
Le fattorie collettive nella Repubblica Popolare di Bulgaria, introdotte nel 1945, erano chiamate aziende agricole cooperative di lavoro (in bulgaro Трудово кооперативно земеделско стопанство?, Trudovo kooperativno zemedelsko stopanstvo).

### Ungheria
In Ungheria, la collettivizzazione agricola fu tentata più volte tra il 1948 e il 1956 (con risultati disastrosi), finché non ebbe finalmente successo all'inizio degli anni '60 sotto János Kádár. Il primo serio tentativo di collettivizzazione basato sulla politica agricola stalinista fu intrapreso nel luglio 1948. Sia la pressione economica che quella diretta della polizia furono usate per costringere i contadini ad unirsi alle cooperative, ma un gran numero di loro optò invece per lasciare i loro villaggi. All'inizio degli anni '50 solo un quarto dei contadini aveva accettato di aderire alle cooperative.
Nella primavera del 1955 venne rinnovata la spinta alla collettivizzazione, utilizzando nuovamente la forza fisica per incoraggiare l'adesione, ma anche questa seconda ondata si concluse con un triste fallimento. Dopo gli eventi della rivoluzione ungherese del 1956, il Partito Socialista Operaio Ungherese al potere optò per una campagna di collettivizzazione più graduale. La principale ondata di collettivizzazione si verificò tra il 1959 e il 1961 e alla fine di questo periodo più del 95% dei terreni agricoli ungheresi erano diventati proprietà delle fattorie collettive. Nel febbraio 1961 il Comitato Centrale dichiarò che la collettivizzazione era stata completata.

### Cecoslovacchia
Enormi cambiamenti nella pratica agricola furono istituiti sotto la Repubblica Socialista Cecoslovacca (una repubblica socialista che durò dalla rivoluzione comunista del 1948 fino alla rivoluzione di velluto del 1989). Il 95% di tutte le aziende private furono nazionalizzate e il 95% delle aziende agricole furono nazionalizzate. Nessuno poteva possedere più di 50 ettari di terreno. La collettivizzazione ha funzionato per alcuni, ma non per altri. Le aziende agricole più grandi erano organizzate su 3 livelli gerarchici che di fatto riducevano la partecipazione dei lavoratori al processo decisionale. Una tendenza massiccia durante la prima parte del periodo di collettivizzazione fu che i lavoratori più giovani partirono per lavori migliori nelle città e la produttività crollò. Le riforme degli anni '70 videro maggiori investimenti e i miglioramenti cominciarono ad apparire gradualmente. Negli anni '80 si registrarono raccolti record.
La terza e ultima fase vietava il possesso di terreni superiori a 50 ettari (120 acri) per una famiglia. Questa fase fu portata avanti nell'aprile 1948, due mesi dopo che il Partito Comunista di Cecoslovacchia prese il potere con la forza. Le aziende agricole iniziarono ad essere collettivizzate, per lo più sotto la minaccia di sanzioni. I contadini più ostinati furono perseguitati e imprigionati. La forma più comune di collettivizzazione era la cooperativa agricola (in ceco Jednotné zemědělské družstvo, JZD; in slovacco Jednotné roľnícke družstvo, JRD). La collettivizzazione fu attuata in tre fasi (1949–1952, 1953–1956, 1956–1969) e si concluse ufficialmente con l'attuazione nel 1960 della costituzione che istituiva la Repubblica Socialista Cecoslovacca, che rendeva illegale la proprietà privata.
Dopo la caduta del comunismo in Cecoslovacchia nel 1989, i sussidi all'agricoltura furono sospesi con effetti devastanti.

### Germania dell'Est
Le fattorie collettive nella Repubblica Democratica Tedesca erano tipicamente chiamate Landwirtschaftliche Produktionsgenossenschaft (LPG) e corrispondevano strettamente al kolkhoz sovietico. La Germania dell'Est aveva anche alcune fattorie statali equivalenti al sovchoz sovietico, chiamate Volkseigenes Gut (VEG). La struttura delle aziende agricole nella cosiddetta Elbia orientale fino alla spartizione tedesca era dominata dal latifondo e quindi dalla riforma agraria giustificata con motivi di denazificazione e con l’obiettivo di distruggere la classe degli Junker prussiani – che era stata odiata dalla sinistra durante la Repubblica di Weimar e che fu accusato del militarismo prussiano e delle tendenze autoritarie dell'Impero tedesco e poi della Germania nazista – inizialmente era popolare tra molti piccoli agricoltori e contadini senza terra. Il presidente della Germania dell'Est Wilhelm Pieck ha coniato lo slogan Junkerland in Bauernhand! ("La terra dei junker nelle mani dei contadini!") per promuovere la riforma agraria, che inizialmente si era impegnata a essere più moderata della collettivizzazione su vasta scala. Sebbene il Partito Socialista Unificato di Germania al potere e l'amministrazione militare sovietica in Germania promettessero di consentire ai grandi proprietari terrieri di mantenere le loro terre, furono espulsi quando fu introdotto l'LPG nel 1953. Dopo il 1959 a tutti gli agricoltori fu richiesto di cedere le terre di proprietà indipendente e di aderire all'LPG. Analogamente all'Unione Sovietica, alla fine la maggior parte della terra fu trasferita in entità controllate dallo stato de jure o de facto con gli ex agricoltori che diventarono dipendenti – ora dello Stato invece dell’ex classe degli Junker.

### Polonia
Il nome polacco di una fattoria collettiva era rolnicza spółdzielnia produkcyjna, "cooperativa di produzione agricola". La collettivizzazione in Polonia fu fermata nel 1956; successivamente fu sostenuta la nazionalizzazione.

### Jugoslavia
L'agricoltura collettiva fu introdotta come politica del governo della Lega dei Comunisti di Jugoslavia in tutta la Repubblica Socialista Federale di Jugoslavia dopo la seconda guerra mondiale, sottraendo la terra ai ricchi proprietari prebellici e limitando i possedimenti di proprietà privata prima a 25 e poi a 10 ettari. Le grandi fattorie statali erano conosciute come "cooperative agricole" (zemljoradničke zadruge in serbo-croato) e gli agricoltori che vi lavoravano dovevano rispettare quote di produzione per soddisfare i bisogni della popolazione. Questo sistema fu in gran parte abolito negli anni '50 (Legge del 23 agosto 1945 con modifiche fino al 1º dicembre 1948).

### Cina
Alla fine del movimento per la riforma agraria, le singole famiglie in Cina possedevano la terra che coltivavano, pagavano le tasse come famiglie e vendevano il grano a prezzi fissati dallo stato. La Repubblica popolare cinese ha vissuto un'era di collettivizzazione. La collettivizzazione rurale iniziò subito dopo che il PCC annunciò nel 1953 la sua “linea generale per la transizione al socialismo”. Nel corso dei successivi sei anni, la collettivizzazione assunse diverse forme progressivamente progressive: gruppi di mutuo soccorso, cooperative primitive e comuni popolari. Come osserva Lin Chun, professore della London School of Economics and Political Science, i ricercatori concordano sul fatto che la comunizzazione è avvenuta su base in gran parte volontaria, evitando sia la violenza che il sabotaggio avvenuti durante la collettivizzazione sovietica. Come il professor Barry Naughton, osserva che la collettivizzazione della Cina procedette senza intoppi in parte perché, a differenza dell’esperienza sovietica, nelle campagne esisteva già una rete di istituzioni statali. Allo stesso modo, il professor Edward Friedman descrive il processo di collettivizzazione della Cina come un “miracolo dei miracoli”.
Durante il 1954-1955, gli agricoltori di molte aree iniziarono a mettere in comune la loro terra, le risorse di capitale e la manodopera in cooperative di produttori agricoli di livello iniziale (chuji nongye hezuoshe). Nel complesso sistema delle cooperative di produttori agricoli di livello iniziale, gli agricoltori ricevevano una quota del raccolto basata su una combinazione di quanta manodopera e quanta terra apportavano alla cooperativa.
Nel giugno 1956, oltre il 60% delle famiglie rurali era stato collettivizzato in cooperative di produttori agricoli di livello superiore (gaoji nongye hezuoshe), una struttura simile all'agricoltura collettiva sovietica tramite kolkhozy. In queste cooperative, decine di famiglie mettevano in comune la terra e gli animali da lavoro. I membri adulti della cooperativa sono stati accreditati punti lavoro in base alla quantità di lavoro prestato e a quali compiti. Alla fine dell'anno, il collettivo ha detratto le tasse e le vendite a prezzo fisso allo Stato, e la cooperativa ha trattenuto le sementi per l'anno successivo, nonché alcuni fondi di investimento e di assistenza sociale. Il collettivo distribuiva poi alle famiglie il resto del raccolto e una parte del denaro ricavato dalle vendite allo Stato. La distribuzione si basa in parte sui punti lavoro maturati dai componenti adulti del nucleo familiare, in parte su una tariffa standard per età e sesso. Queste cooperative prestavano anche piccole quantità di terreno alle famiglie individualmente su cui le famiglie potevano coltivare raccolti da consumare direttamente o vendere al mercato. A parte la comunizzazione su larga scala durante il Grande balzo in avanti, i collettivi di produttori agricoli di livello superiore erano generalmente la forma dominante di collettivizzazione rurale in Cina.
Durante il Grande balzo in avanti, il Partito Comunista guidato da Mao Zedong convertì rapidamente l'economia cinese in una società socialista attraverso una rapida industrializzazione e una collettivizzazione su larga scala. Successivamente, il paese fu colpito da massicce inondazioni e siccità. Ciò, combinato con l’uso di politiche gravemente imperfette del lysenkoismo e della campagna di eliminazione dei quattro flagelli, causò la grande carestia cinese del 1959, dove quasi 30 milioni di persone morirono di fame. Il partito ha ufficialmente accusato le inondazioni e la siccità per la carestia; tuttavia, alle riunioni del partito era chiaro ai membri che la carestia era causata principalmente dalle loro stesse politiche. Alcuni studi dimostrano anche che furono gli incentivi alla carriera all'interno del sistema del Politburo così come il radicalismo politico a portare alla grande carestia.
La collettivizzazione della terra attraverso il sistema delle comuni ha facilitato la rapida industrializzazione della Cina attraverso il controllo statale della produzione e dell'approvvigionamento alimentare. Ciò ha consentito allo Stato di accelerare il processo di accumulazione del capitale, ponendo in definitiva le basi di successo del capitale fisico e umano per la crescita economica della riforma economica cinese. Durante l'inizio e la metà degli anni '50, la collettivizzazione fu un fattore importante nel grande cambiamento avvenuto nell'agricoltura cinese in quel periodo, con il drammatico aumento delle terre irrigate. Ad esempio, la collettivizzazione fu un fattore che contribuì all'introduzione del doppio raccolto nel sud, un processo ad alta intensità di manodopera che aumentò notevolmente i rendimenti agricoli.
Sia il movimento di riforma agraria che la collettivizzazione hanno in gran parte lasciato in piedi i sistemi sociali nelle aree dei gruppi etnici minoritari dell'Asia centrale cinese e di Zomia (un termine geografico coniato nel 2002 dallo storico Willem van Schendel dell'Università di Amsterdam per riferirsi all'enorme massa del continente sud-orientale asiatico che storicamente è stata fuori dal controllo dei governi con sede nei centri abitati del pianure). Queste aree generalmente subirono collettivizzazione sotto forma di cooperative di produttori agricoli durante l'inverno dal 1957 al 1958, dopo aver saltato la fase dei piccoli proprietari terrieri contadini che aveva seguito la riforma agraria in altre parti della Cina. Il Tibet centrale è stato sotto l'amministrazione congiunta dell'Esercito Popolare di Liberazione e della teocrazia del Dalai Lama fino al 1959, e di conseguenza non ha sperimentato la riforma agraria o la collettivizzazione fino al 1960 nelle aree agricole e nel 1966 in quelle pastorali.
Dopo la morte di Mao Zedong, Deng Xiaoping riformò il metodo agricolo collettivo. Da questo momento quasi tutti i raccolti cinesi cominciarono a fiorire, non solo il grano. La riforma prevedeva la rimozione della terra dai ricchi proprietari terrieri per l'utilizzo di terreni agricoli per i contadini, ma non la proprietà. Questa politica aumentò la produzione e contribuì a invertire gli effetti del Grande balzo in avanti. Le due ragioni principali per cui la Cina ha avuto successo sono state perché 1) il governo ha scelto di apportare cambiamenti graduali, mantenendo il monopolio del Partito Comunista Cinese e 2) perché il processo di riforma è iniziato dal basso e successivamente si è esteso verso l’alto. Durante tutto il processo di riforma, il Partito Comunista ha reagito positivamente alle iniziative di riforma dal basso emerse dalla popolazione rurale. Deng Xiaoping ha descritto il processo di riforma come "guadare il fiume cercando le pietre". Questa affermazione si riferisce al popolo cinese che ha chiesto le riforme che voleva "ponendo le pietre ai suoi piedi" e lui poi ha semplicemente approvato le riforme che il popolo voleva. I contadini avviarono il proprio “sistema di responsabilità familiare” indipendentemente dal governo. Dopo che il commercio cinese fu considerato un successo in privato, tutto ciò che Deng dovette fare fu approvarne la legalizzazione. Questa maggiore concorrenza tra gli agricoltori a livello nazionale e internazionale, il che significa che la classe operaia a basso salario ha cominciato a essere conosciuta in tutto il mondo, aumentando gli investimenti diretti esteri cinesi.
Uno studio del 2017 ha rilevato che i contadini cinesi macellavano un numero enorme di animali da lavoro in risposta alla collettivizzazione, poiché ciò avrebbe consentito loro di conservare la carne e la pelle e di non trasferire gli animali da lavoro ai collettivi. Lo studio stima che "la perdita di animali durante il movimento è stata del 12-15%, ovvero 7,4-9,5 milioni di morti. La produzione di grano è diminuita del 7% a causa dei minori input di animali e della minore produttività".

### Mongolia
Il movimento verso la collettivizzazione guadagnò slancio a metà degli anni '50 e nel 1960 il 99,5% dei pastori si era unito "volontariamente" a un negdel (mongolo: Нэгдэл, "unione, associazione", il termine comune per indicare le cooperative agricole nella Repubblica Popolare Mongola). Il numero dei negdel venne gradualmente diminuito tanto che col tempo divennero identici in termini sia di superficie sia di popolazione. Dopo la dissoluzione dell'Unione Sovietica e la rivoluzione mongola del 1990, le mandrie furono nuovamente privatizzate e tutti i negdel sciolti. Le aziende agricole erano organizzate in aziende private. Il processo di privatizzazione è avvenuto attraverso due fasi di riforma tra il 1991 e il 1992.

### Corea del Nord
Alla fine degli anni '90, il sistema agricolo collettivo è crollato a causa della siccità. Le stime delle morti dovute alla fame ammontavano a milioni, sebbene il governo non consentisse a osservatori esterni di valutare l'entità della carestia. Ad aggravare la gravità della carestia, il governo è stato accusato di dirottare gli aiuti internazionali alle sue forze armate. L'agricoltura in Corea del Nord ha sofferto tremendamente a causa dei disastri naturali, della mancanza di terra fertile e della cattiva gestione del governo, che spesso hanno portato la nazione a fare affidamento sugli aiuti esteri come principale fonte di cibo.

### Vietnam
La Repubblica Democratica del Vietnam ha implementato l'agricoltura collettiva sebbene de jure esistesse la proprietà privata. A partire dal 1958 l'agricoltura collettiva fu spinta al punto che nel 1960 l'85% degli agricoltori e il 70% dei terreni agricoli furono collettivizzati, compresi quelli sequestrati con la forza. La collettivizzazione, tuttavia, era vista dalla leadership comunista come una mezza misura rispetto alla piena proprietà statale.
Dopo la caduta di Saigon il 30 aprile 1975, il Vietnam del Sud passò brevemente sotto l'autorità di un governo rivoluzionario provvisorio, uno stato fantoccio sotto l'occupazione militare del Vietnam del Nord, prima di essere ufficialmente riunificato con il Nord sotto il dominio comunista come Repubblica socialista del Vietnam. 2 luglio 1976. Dopo aver preso il controllo, i comunisti vietnamiti bandirono altri partiti politici, arrestarono sospetti sospettati di aver collaborato con gli Stati Uniti e intrapresero una campagna di collettivizzazione di massa di fattorie e fabbriche. La proprietà privata della terra è stata "trasformata" per sussumere sotto la proprietà statale e collettiva. La ricostruzione del paese devastato dalla guerra fu lenta e il regime comunista si trovò ad affrontare gravi problemi umanitari ed economici.
In un cambiamento storico nel 1986, il Partito Comunista del Vietnam attuò le riforme del libero mercato note come Đổi Mới (Rinnovamento). Poiché l'autorità dello Stato rimaneva incontrastata, furono incoraggiate le imprese private, la deregolamentazione e gli investimenti esteri. La proprietà della terra resta comunque prerogativa esclusiva dello Stato. L'economia del Vietnam ha raggiunto una rapida crescita nella produzione agricola e industriale, nell'edilizia e nell'edilizia abitativa, nelle esportazioni e negli investimenti esteri. Tuttavia, il potere del Partito Comunista del Vietnam su tutti gli organi di governo rimane saldo, impedendo la piena proprietà della terra. I conflitti tra lo Stato e gli agricoltori privati sui diritti fondiari sono aumentati con il potenziale di innescare instabilità sociale e politica.
Nonostante le riforme, tuttavia, oltre il 50% di tutte le aziende agricole in Vietnam rimangono cooperative collettive (oltre 15.000 cooperative agricole in Vietnam) e quasi tutti gli agricoltori sono membri di qualche tipo di cooperativa. Lo stato inoltre incoraggia fortemente l'agricoltura cooperativa collettiva rispetto all'agricoltura privata.

### Cuba
Nei primi anni che seguirono la Rivoluzione cubana, le autorità governative sperimentarono cooperative di produzione agricola e agricola. Tra il 1977 e il 1983, gli agricoltori iniziarono a collettivizzarsi in CPA – Cooperativa de Producción Agropecuaria (Cooperative di produzione agricola). Gli agricoltori sono stati incoraggiati a vendere la loro terra allo Stato per la creazione di una cooperativa agricola, ricevendo pagamenti per un periodo di 20 anni e condividendo anche i frutti del CPA. L'adesione a un CPA ha consentito a individui precedentemente dispersi in tutta la campagna di trasferirsi in una posizione centralizzata con maggiore accesso all'elettricità, all'assistenza medica, agli alloggi e alle scuole. La pratica democratica tende ad essere limitata alle decisioni aziendali ed è vincolata dalla pianificazione economica centralizzata del sistema cubano.
Un altro tipo di cooperativa di produzione agricola a Cuba è UBPC – Unidad Básica de Producción Cooperativa (Unità di base di produzione cooperativa). La legge che autorizza la creazione di UBPC è stata approvata il 20 settembre 1993. È stata utilizzata per trasformare molte aziende agricole statali in UBPC, in modo simile alla trasformazione dei sovkhoz sovietici (fattorie statali) in kolkhoz (fattorie collettive) a partire dal 1992. La legge concedeva tempo indeterminato usufrutto ai lavoratori dell'UBPC in linea con il suo obiettivo di collegare i lavoratori alla terra. Ha stabilito incentivi materiali per l'aumento della produzione legando i guadagni dei lavoratori alla produzione complessiva dell'UBPC, e una maggiore autonomia manageriale e partecipazione dei lavoratori nella gestione del posto di lavoro.

### Tanzania
Il passaggio a un metodo agricolo collettivo in Tanzania si basava sul modello sovietico di sviluppo rurale. Nel 1967, il presidente Julius Nyerere pubblicò "Socialismo e sviluppo rurale" che proponeva la creazione dei villaggi di Ujamaa. Poiché la maggior parte della popolazione rurale era sparsa e l'agricoltura veniva tradizionalmente condotta individualmente, la popolazione rurale doveva essere costretta a spostarsi insieme per coltivare in comune. In seguito alla migrazione forzata, l'incentivo a partecipare alle attività agricole comunali è stato incoraggiato dal riconoscimento del governo.
Questi incentivi, oltre a incoraggiare un certo grado di partecipazione, hanno anche attirato verso i villaggi di Ujamaa coloro i cui interessi primari non erano il bene comune. Ciò, oltre all'Ordine del 1973 che imponeva che tutte le persone dovessero vivere nei villaggi (operazione Vijiji) hanno eroso la sostenibilità dei progetti comunali. Affinché le fattorie comunitarie abbiano successo, ogni membro del villaggio dovrebbe contribuire al meglio delle proprie capacità. A causa della mancanza di valuta estera sufficiente, la meccanizzazione del lavoro era impossibile, quindi era essenziale che ogni abitante del villaggio contribuisse al lavoro manuale.

### Europa
Nell'Unione europea, l'agricoltura collettiva è abbastanza comune e le cooperative agricole detengono una quota di mercato del 40% tra i 27 stati membri. Nei Paesi Bassi, l'agricoltura cooperativa detiene una quota di mercato di circa il 70%, seconda solo alla Finlandia. In Francia, l'agricoltura cooperativa rappresenta il 40% della produzione dell'industria alimentare nazionale e quasi 90 miliardi di euro di entrate lorde, coprendo uno dei tre marchi alimentari del paese.
Esistono anche comunità intenzionali che praticano l'agricoltura collettiva. Esiste un numero crescente di iniziative agricole sostenute dalla comunità, alcune delle quali operano sotto la governance del consumatore/lavoratore, che potrebbero essere considerate fattorie collettive.

### India
Nei villaggi indiani un singolo campo (normalmente un appezzamento di tre o cinque acri) può essere coltivato collettivamente dagli abitanti del villaggio, i quali offrono ciascuno lavoro come offerta devozionale, possibilmente per uno o due giorni per stagione di raccolto. Il raccolto risultante non appartiene a nessun individuo e viene utilizzato come offerta. L'input di lavoro è l'offerta del contadino nel suo ruolo di sacerdote. La ricchezza generata dalla vendita dei prodotti appartiene agli Dei e quindi è Apaurusheya o impersonale. Shrambhakti (lavoro contribuito come offerta devozionale) è lo strumento chiave per la generazione di risorse interne. I benefici del raccolto vengono spesso ridistribuiti nel villaggio per il bene comune e per i bisogni individuali – non come prestito o beneficenza, ma come grazia divina (prasad).

### Israele
L'agricoltura collettiva fu implementata anche nei kibbutz in Israele, iniziata nel 1909 come una combinazione unica di sionismo e socialismo, nota come sionismo socialista. Il concetto è stato oggetto di critiche occasionali in quanto economicamente inefficiente e eccessivamente dipendente dal credito agevolato.
Un tipo meno conosciuto di fattoria collettiva in Israele è il moshavshitufi (lett. insediamento collettivo), dove la produzione e i servizi sono gestiti collettivamente, come in un kibbutz, ma le decisioni di consumo sono lasciate ai singoli nuclei familiari. In termini di organizzazione cooperativa, moshavshitufi è distinto dal moshav molto più comune (o moshav ovdim), ossia una cooperativa di servizi a livello di villaggio, non una fattoria collettiva.
Nel 2006 c'erano 40 moshavim Shitufi'im in Israele, rispetto ai 267 kibbutz.
L'agricoltura collettiva in Israele differisce dal collettivismo negli Stati comunisti in quanto è volontaria. Tuttavia, compresi i moshavim, varie forme di agricoltura collettiva sono state tradizionalmente e rimangono il modello agricolo principale, poiché in Israele al di fuori dei moshavim esiste solo un piccolo numero di fattorie completamente private.

### Messico
In Messico il sistema Ejido ha concesso agli agricoltori poveri diritti di uso collettivo sui terreni agricoli.

### Canada e Stati Uniti
Gli Hutteriti anabattisti coltivano in comune sin dal XVI secolo. La maggior parte di loro ora vive nelle praterie canadesi e nelle Grandi Pianure settentrionali degli Stati Uniti, nonché nell'Ontario meridionale in Canada.
Precedentemente il Canada occidentale aveva un ente centralizzato per il grano in cui gli agricoltori erano solitamente obbligati a vendere il loro grano alla provincia che vendeva il prodotto a un prezzo collettivo elevato. Attualmente l'Ontario dispone di un comitato che obbliga la maggior parte dei produttori di latte a venderlo alla provincia a una qualità e a un prezzo regolamentati.
Un movimento di agricoltura collettiva volontaria è iniziato nel 2008 nel Research Triangle Park (un'area metropolitana nella regione Piedmont dello Stato americano della Carolina del Nord) sotto il nome di Crop Mob. L'idea si diffuse in tutti gli Stati Uniti e meno di 10 anni dopo questo particolare tipo di agricoltura collettiva incidentale, spontanea e guidata dai social media fu segnalata in oltre 70 luoghi.

## Nella cultura popolare
Nel film telugu del 2021 Sreekaram, il protagonista incoraggia le persone a un'agricoltura comunitaria.
Il film sovietico del 1929 La linea generale presenta Martha e un gruppo di contadini che organizzano un kolchoz. La produzione del film è iniziata come promozione del punto di vista dell'Opposizione di sinistra trotskista sulla collettivizzazione. Dopo l'ascesa di Iosif Stalin e l'espulsione del suo rivale Lev Trockij, fu pesantemente rieditato nel film filo-stalinista Il vecchio e il nuovo.
Il film La terra, ucraino-sovietico del 1930, presenta un contadino che incoraggia il suo villaggio nella Repubblica Socialista Sovietica Ucraina ad abbracciare la collettivizzazione, cosa che gli abitanti fanno dopo che egli viene ucciso dai kulaki.